# Banu Xahin
La dinastia Banu Xahin fou una nissaga que va governar breument la Batiha de facto a partir del 945 i fins al 984/985 i de iure des de vers el 960 al 984/985.
La va fundar Imran ibn Xahin, un cap de bandits que va aprofitar les lluites entre barídides i buwàyhides per establir el seu poder vers 945-947 i el seu coneixement del terreny (complicat per a operacions militars) per rebutjar diverses expedicions buwàyhides (vers 947-960) fins que el sultà Muizz al-Dawla el va haver de reconèixer com a emir (governador) vers el 960.
A la seva mort el 979 dos dels seus fills es van disputar el poder, el que fou aprofitat pel general al-Mudhàffar ibn Alí per donar un cop d'estat i agafar el control primer com a regent i al cap d'un any de propi dret (984/985). La dinastia d'al-Mudhàffar va conservar el poder fins al 1012 sent substituïda pels Banu Mazyab o Mazyàdides.
El 1021 un fill d'Imran ibn Xahin, de nom Abu-l-Hayjà Muhàmmad va intentar arrabassar el poder als mazyàdides, però va fracassar. La família Banu Xahin va desaparèixer de la historia.

## Llista d'emirs
- Imran ibn Xahin 945-979
- Hussayn ibn Imran 979-982
- Abu-l-Fàraj ibn Imran 982-983
- Abu-l-Maali ibn Hussayn 983-984